# Wilfried Hannes
Pour les articles homonymes, voir Wilfried.
Wilfried Hannes est un footballeur allemand né le 17 mai 1957 à Düren. Il évoluait au poste de défenseur.

## Carrière
- 1975-1986 : Borussia Mönchengladbach  Allemagne
- 1986-1988 : Schalke 04  Allemagne
- 1988 : AC Bellinzone  Suisse
- 1989 : FC Aarau  Suisse[1]

## Palmarès
- 8 sélections et 0 but en équipe d'Allemagne entre 1981 et 1982
- Finaliste de la Coupe du monde 1982 avec l'Allemagne
- Champion d'Allemagne en 1976 et 1977 avec le Borussia Mönchengladbach
- Vice-Champion d'Allemagne en 1978 avec le Borussia Mönchengladbach
- Vainqueur de la Coupe de l'UEFA en 1979 avec le Borussia Mönchengladbach
- Finaliste de la Coupe de l'UEFA en 1980 avec le Borussia Mönchengladbach
- Finaliste de la Coupe d'Allemagne en 1984 avec le Borussia Mönchengladbach